# الحرب التركية العظمى

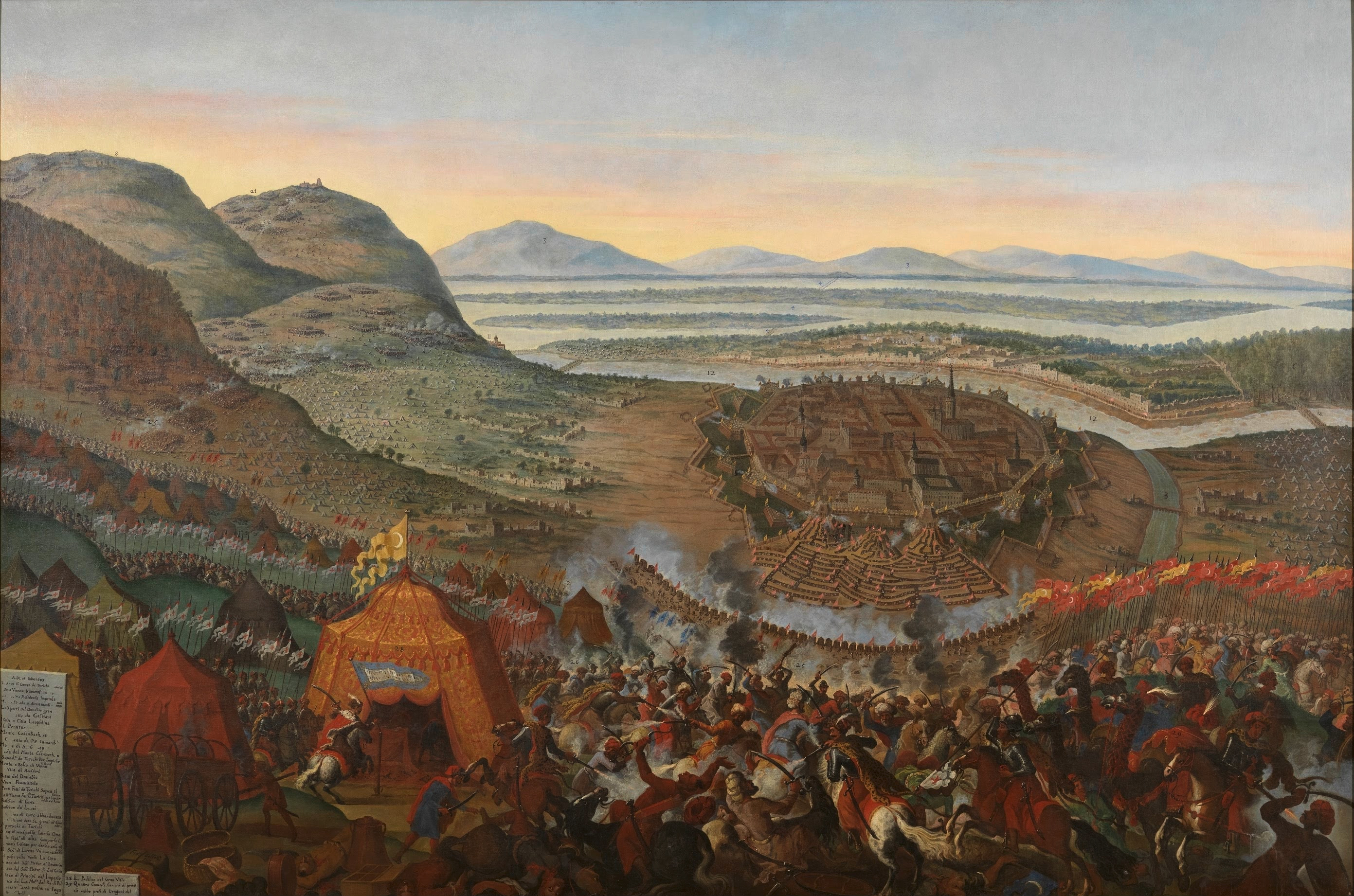

تشير الحرب التركية العظمى أو حرب الحلف المقدس (بالتركية: Kutsal İttifak Savaşları) إلى مجموعة من الصراعات بين الدولة العثمانية والقوى الأوروبية المعاصرة لها، والتي انضمت في الحلف المقدس (1684)، في أواخر حقب القرن السابع عشر.

## الخلفية (1667–1683)
بعد ثورة بوهدان خملنيتسكي (الروسية: Богдан Зиновій Михайлович Хмельницький)، عندما سيطرت روسيا القيصرية على أجزاء من أوكرانيا الشرقية من الكومنولث البولندي اللتواني، بقى بعض القوزاق في الجنوب الشرقي للكومنولث. وقد رغب قائدهم، بيترو دوروشينكو (Petro Doroshenko)، في ربط ما بقي من أوكرانيا مع الإمبراطورية العثمانية، حيث أطلق شرارة ثورة ضد هيتمان (Hetman) (قائد الجيش البولندي) يوحنا الثالث سوبياسكي. وقام السلطان محمد الرابع، الذي أدرك أن الكومنولث البولندي اللتواني أصبح ضعيفًا بسبب الصراعات الداخلية، قام بمهاجمة كامينيتس، وهي مدينة كبيرة تقع على الحدود.
وقد قاومت القوة البولندية الصغيرة حصار كامينيتس على مدار أسبوعين، لكنها اضطرت للاستسلام. فقد كان الجيش البولندي صغيرًا للغاية بحيث لا يمكنه مقاومة الغزو العثماني، ولم يتمكن من تحقيق إلا أقل القليل من الانتصارات التكتيكية. وبعد ثلاثة أشهر، تم إجبار البولنديين على توقيع معاهدة بوتشاتش، والتي وافقوا فيها على تسليم كاميانتيس بوديلسكي وبودوليا ودفع الجزية للسلطان العثماني.
وعندما وصلت أخبار الهزيمة وشروط الاتفاقية إلى وارسو، رفض مجلس النواب دفع الجزية وقاموا بتجهيز جيش ضخم تحت قيادة جان سوبيسكي (Jan Sobieski)، وانتصر بعدها البولنديون في معركة خوطين (1673). وبعد وفاة الملك مايكل في عام 1673، تم انتخاب جان سوبيسكي ملكًا لبولندا، وحاول بعد ذلك التغلب على العثمانيين على مدار أربع سنوات، لكنه لم يحقق أي نجاح يذكر. وانتهت الحرب في السابع عشر من أكتوبر عام 1676 بتوقيع معاهدة جورافنو، والتي استعاد الأتراك من خلالها السيطرة على كاميانتيس بوديلسكي. وقد أدى هذا الهجوم التركي كذلك في عام 1676 إلى بداية الحروب الروسية التركية.

## الحرب
بعد سنوات عديدة عم فيها السلام، هاجمت الإمبراطورية العثمانية ملكية هابسبورغ. وكان الأتراك على وشك إسقاط فيينا، إلا أن يوحنا الثالث سوبياسكي قاد تحالفًا مسيحيا تمكن من هزيمة الأتراك في معركة فيينا، هذه الهزيمة التي أوقفت التوسع العثماني في جنوب شرق أوروبا.
وتم تأسيس حلف مقدس جديد على يد البابا إينوسنت الحادي عشر واشتمل على الامبراطورية الرومانية المقدسة (التي كان يأتي على رأسها أرشدوقية النمسا)، والكومنولث البولندي الليتواني وجمهورية البندقية في عام 1684، وانضمت إليهم روسيا في عام 1686. ولاقى السلطان في معركة موهاج الثانية هزيمة ساحقة. وحقق الأتراك نجاحات رائعة على الجبهة البولندية وتمكنوا من استرداد بودوليا أثناء المعارك مع اتحاد دولتي بولندا وليتوانيا.
وقد كانت مشاركة روسيا هي أول مرة تنضم فيها تلك الدولة إلى تحالف يضم قوى أوروبية. وقد كان ذلك بمثابة البداية لسلسلة من الحروب الروسية التركية، التي استمرت حتى القرن العشرين. ونتيجة لحملات القرم وحملات آزوف، تمكنت روسيا من انتزاع الحصن العثماني الرئيسي آزوف.
وبعد معركة زينتا الحاسمة والمناوشات الأصغر التي وقعت في عام 1697 (مثل معركة بوهاجسي في عام 1698)، تمكن الحلف من تحقيق الانتصار في عام 1699، وأجبر الامبراطورية العثمانية على توقيع معاهدة كارلوفجة. وتنازل العثمانيون عن معظم أراضي المجر وترانسلفانيا وسلافونيا لإمبراطورية هابسبورج في حين عادت بودوليا إلى بولندا. وتمت إعادة معظم دالماسيا إلى فينيس، بالإضافة إلى المورة (شبه جزيرة البيلوبونيز (بيلوبونيز)، والتي أعاد العثمانيون احتلالها في عام 1715 ثم استعادوها من خلال معاهدة باساروفجا عام 1718.